# 江口桃子
江口 桃子（えぐち ももこ、1975年11月17日 - ）は、日本のフリーアナウンサー。イーグル・ベイ所属。元クリエイティブ・メディア・エージェンシー、エス・オー・プロモーション所属。

## 経歴
神奈川県横浜市港南区出身。立教大学法学部国際比較法学科卒業。
FMヨコハマの番組リポーターを務めたのち、2001年4月からJNNニュースバード（現・TBS NEWS）のキャスターを4年間務めた。

## 担当番組
- 大学受験合格ラジオ（1995年、ラジオたんぱ） - アシスタント
- ラグビーニュース（1995年、SKY sports） - キャスター
- KIRIN Beverage TOWN FOCUS （2000年2月 - 2001年11月、FMヨコハマ番組内[3]コーナー） - リポーター
- JNNニュースバード（2001年4月 - 2005年3月）
- ニュースの視点（2003年、BS-i）
- クイズニュースアカデミー（2004年、BS-i）
- YOKOHAMA AROUND （2006年4月 - 2011年3月、FMヨコハマ） - DJ
- JR EAST ECO-TRAIN （2007年、TOKYO FM） - パーソナリティ
- 快適！賃貸ライフ（2007年、テレビ神奈川） - リポーター
- feel the mind〜最上の出会い〜（2009年4月6日 - 10月2日、TBSラジオ） - パーソナリティ
- YOKOHAMA My Choice! （2011年4月 - 2014年3月、FMヨコハマ） - パーソナリティ
- FLORAの恵み（2011年4月 - 、JFN系列） - パーソナリティ
- 快適生活ラジオショッピング（2011年4月 - 遅くとも[要出典]2012年9月、TBSラジオ）